# Mimi Miyagi
Mimi Miyagi, nom artístic de Melody Damayo, (Davao City, 3 de juliol de 1973) és una actriu pornogràfica estatunidenca i filipina.

## Biografia
Mimi va estudiar Piano de petita i somiava amb esdevenir gimnasta. Amb 6 anys la seva família es va traslladar als Estats Units i va créixer a Califòrnia. En acabar la secundària, els seus pares la van portar de tornada a les Filipines, a una escola Adventista del Setè Dia. Finalment es va retirar i va treballar com Disc-Jockey en l'estació de radi de la universitat, on va decidir que volia estar al món de l'espectacle. Va tornar així a Los Angeles abans del seu aniversari 18 i va obtenir una beca per estudiar en el Col·legi de Moda Marxandatge de Westwood,LA. Va entrar al món porno a la fi dels anys 1980, i el 1990 va obtenir la seva consagració. Gairebé sempre tenia papers protagonistes en escenes de sexe anal, i es va convertir en una reina del gènere tenint com a gran rival, a la també filipina Anisa. Va conquistar a innombrables seguidors per les seves actuacions memorables. Té una filla, Isabella, nascuda el 1988.
Va concórrer al càrrec de governadora de Nevada en 2006 en les eleccions primàries del partit republicà."No tinc gens que ocultar, tothom ha vist ja tot de mi" va dir. Un dels seus eslogans va ser "Sóc descoberta i honesta a tot moment".

## Filmografia parcial
- Amazing Asian Ass
- East Eats West
- Happy Ending
- Tits Up Taipei
- Amber the Lesbian Queefer
- The Best of Oriental Anal # 1
- FantASIANy # 4
- FantASIANy # 3
- Freaks of Nature
- Oriental Lust
- Busty Bangkok Bangers
- Dirty Bob's Xcellent Adventures # 20
- Reflections
- Anal Asians
- Sensual Exposure
- Sex
- She's the Boss
- Whoppers # 6
- Anal Adventures # 1: Anal Executive
- Anal Asian
- Bardot
- Beverly Hills Geisha
- Caught From Behind # 17
- Confessions # 2
- Deep Throat # 6
- The Dragon Lady # 4: Tales from the Bed 3
- The Last Good Sex
- Made in Japan
- More Dirty Debutants # 12
- Oriental Temptations
- Paper Tiger
- Rainbows
- Sex Symphony
- Star Struck
- Anal Climax # 2
- Anal Fury
- Asian Anals
- Blow Job Betty
- Xocolata & Vanilla Twist
- Girlz n the Hood
- Seoul Train
- Sex Sting
- Sex Trek II: The Search és Sperm
- Women of Color
- Secret Obsession